# Шорт-трек на зимних Олимпийских играх 2018 — 1000 метров (женщины)
Соревнования по шорт-треку среди женщин на дистанции 1000 метров на зимних Олимпийских играх 2018 пройдут 20 и 22 февраля в ледовом зале «Кёнпхо». В соревновании выступили 32 спортсменки из 15 стран. Квалификация на Игры осуществлялась по итогам четырёх этапов Кубка мира 2017/2018.
Действующей олимпийской чемпионкой являлась корейская конькобежка Пак Сын Хи.

## Медалисты
| Золото                      | Серебро          | Бронза                 |
| Сюзанне Схюлтинг Нидерланды | Ким Бутен Канада | Арианна Фонтана Италия |

## Расписание
Время местное (UTC+9)
| Дата       | Время | Раунд                         |
| ---------- | ----- | ----------------------------- |
| 20 февраля | 19:00 | Квалификация                  |
| 22 февраля | 19:00 | Четвертьфинал Полуфинал Финал |

## Рекорды
До начала зимних Олимпийских игр 2018 года мировой и олимпийский рекорды были следующими:
| Мировой рекорд     | Сим Сок Хи (KOR)    | 1:26,661 | Калгари | 21 октября 2012 |
| Олимпийский рекорд | Валери Мальте (CAN) | 1:28,771 | Сочи    | 18 февраля 2014 |

## Результаты

### Квалификация
В квалификационном раунде участвуют 32 спортсменки, разделённые на 8 забегов по 4 конькобежки в каждом. В следующий раунд соревнований выходят по 2 лучших спортсменки из каждого забега.

#### Забег 1
| Место | Спортсменка     | Страна           | Время    | Отставание | Примечание |
| ----- | --------------- | ---------------- | -------- | ---------- | ---------- |
| 1     | Сим Сок Хи      | Республика Корея | 1:34,940 | +0,000     | Q          |
| 2     | Вероник Пьеррон | Франция          | 1:35,299 | +0,359     | Q          |
| 3     | Бианка Вальтер  | Германия         | 1:36,128 | +1,188     | ADV        |
| 4     | Хань Юйтун      | Китай            | —        | —          | PEN        |

#### Забег 2
| Место | Спортсменка        | Страна           | Время    | Отставание | Примечание |
| ----- | ------------------ | ---------------- | -------- | ---------- | ---------- |
| 1     | Чхве Мин Джон      | Республика Корея | 1:31,190 | +0,000     | Q          |
| 2     | Цюй Чуньюй         | Китай            | 1:31,279 | +0,089     | Q          |
| 3     | Анастасия Крестова | Казахстан        | 1:31,557 | +0,367     |            |
| 4     | Дианна Локкет      | Австралия        | PEN      | PEN        | PEN        |

#### Забег 3
| Место | Спортсменка           | Страна     | Время    | Отставание | Примечание |
| ----- | --------------------- | ---------- | -------- | ---------- | ---------- |
| 1     | Сюзанне Схюлтинг      | Нидерланды | 1:29,519 | +0,000     | Q          |
| 2     | Екатерина Ефременкова | ОСР        | 1:29,598 | +0,079     | Q          |
| 3     | Ким Ионг А            | Казахстан  | 1:29,703 | +0,184     |            |
| 4     | Петра Ясапати         | Венгрия    | 1:29,838 | +0,319     |            |

#### Забег 4
| Место | Спортсменка      | Страна         | Время    | Отставание | Примечание |
| ----- | ---------------- | -------------- | -------- | ---------- | ---------- |
| 1     | Арианна Фонтана  | Италия         | 1:30,676 | +0,000     | Q          |
| 2     | Валери Мальте    | Канада         | 1:30,773 | +0,097     | Q          |
| 3     | Джессика Кореман | США            | 1:31,657 | +0,981     |            |
| 4     | Кэтрин Томсон    | Великобритания | 1:32,150 | +1,474     |            |

#### Забег 5
| Место | Спортсменка           | Страна         | Время    | Отставание | Примечание |
| ----- | --------------------- | -------------- | -------- | ---------- | ---------- |
| 1     | Лара Ван Рёйвен       | Нидерланды     | 1:30,896 | +0,000     | Q          |
| 2     | Магдалена Варакомская | Польша         | 1:31,259 | +0,362     | Q          |
| 3     | Андреа Кеслер         | Венгрия        | 1:31,446 | +0,549     | ADV        |
| —     | Элиза Кристи          | Великобритания | —        | —          | YC         |

#### Забег 6
| Место | Спортсменка       | Страна     | Время    | Отставание | Примечание |
| ----- | ----------------- | ---------- | -------- | ---------- | ---------- |
| 1     | Ли Цзиньюй        | Китай      | 1:32,335 | +0,000     | Q          |
| 2     | Яра Ван Керкхоф   | Нидерланды | 1:43,364 | +11,029    | Q          |
| 3     | Софья Просвирнова | ОСР        | —        | —          | PEN        |
| 4     | Анна Зайдель      | Германия   | —        | —          | PEN        |

#### Забег 7
| Место | Спортсменка       | Страна           | Время    | Отставание | Примечание |
| ----- | ----------------- | ---------------- | -------- | ---------- | ---------- |
| 1     | Ким А Ран         | Республика Корея | 1:30,459 | +0,000     | Q          |
| 2     | Марианна Сен-Желе | Канада           | 1:30,512 | +0,053     | Q          |
| 3     | Сумирэ Кикути     | Япония           | 1:30,970 | +0,511     |            |
| 4     | Лана Геринг       | США              | PEN      | PEN        | PEN        |

#### Забег 8
| Место | Спортсменка       | Страна         | Время    | Отставание | Примечание |
| ----- | ----------------- | -------------- | -------- | ---------- | ---------- |
| 1     | Ким Бутен         | Канада         | 1:32,402 | +0,000     | Q          |
| 2     | Хитоми Сайто      | Япония         | 1:32,457 | +0,055     | Q          |
| 3     | Шарлотт Гилмартин | Великобритания | 1:32,899 | +0,497     |            |
| 4     | Синтия Маскитто   | Италия         | 1:32,926 | +0,524     |            |

### Четвертьфинал
В четвертьфинале участвуют 16 спортсменок, разделённые на 4 забега по 4 конькобежки в каждом. В полуфинал выходят по 2 лучших спортсменки из каждого забега.

#### Забег 1
| Место | Спортсменка       | Страна           | Время    | Отставание | Примечание |
| ----- | ----------------- | ---------------- | -------- | ---------- | ---------- |
| 1     | Ким Бутен         | Канада           | 1:30,013 | +0,000     | Q          |
| 2     | Ким А Ран         | Республика Корея | 1:30,137 | +0,124     | Q          |
| 3     | Марианна Сен-Желе | Канада           | 1:30,180 | +0,167     |            |
| 4     | Вероник Пьеррон   | Франция          | 1:30,323 | +0,310     |            |
| 5     | Бианка Вальтер    | Германия         | 1:31,085 | +1,072     |            |

#### Забег 2
| Место | Спортсменка     | Страна | Время    | Отставание | Примечание |
| ----- | --------------- | ------ | -------- | ---------- | ---------- |
| 1     | Арианна Фонтана | Италия | 1:30,074 | +0,000     | Q          |
| 2     | Валери Мальте   | Канада | 1:30,131 | +0,057     | Q          |
| 3     | Ли Цзиньюй      | Китай  | 1:30,175 | +0,101     |            |
| 4     | Хитоми Сайто    | Япония | 1:30,804 | +0,730     |            |

#### Забег 3
| Место | Спортсменка           | Страна           | Время    | Отставание | Примечание |
| ----- | --------------------- | ---------------- | -------- | ---------- | ---------- |
| 1     | Чхве Мин Джон         | Республика Корея | 1:30,940 | +0,000     | Q          |
| 2     | Цюй Чуньюй            | Китай            | 1:31,284 | +0,344     | Q          |
| 3     | Магдалена Варакомская | Польша           | 1:31,698 | +0,758     |            |
| 4     | Лара Ван Рёйвен       | Нидерланды       | 1:31,754 | +0,814     |            |

#### Забег 4
| Место | Спортсменка           | Страна           | Время    | Отставание | Примечание |
| ----- | --------------------- | ---------------- | -------- | ---------- | ---------- |
| 1     | Сим Сок Хи            | Республика Корея | 1:29,159 | +0,000     | Q          |
| 2     | Сюзанне Схюлтинг      | Нидерланды       | 1:29,377 | +0,218     | Q          |
| 3     | Екатерина Ефременкова | ОСР              | 1:29,466 | +0,307     |            |
| 4     | Яра Ван Керкхоф       | Нидерланды       | 1:29,670 | +0,511     |            |
| 5     | Андреа Кеслер         | Венгрия          | 1:30,642 | +1,483     |            |

### Полуфинал
В полуфинале участвуют 8 спортсменок, разделённые на 2 забега по 4 конькобежки в каждом. В финал A выходят по 2 лучших спортсменки из каждого забега, остальные отправляются в финал B.

#### Забег 1
| Место | Спортсменка     | Страна           | Время    | Отставание | Примечание |
| ----- | --------------- | ---------------- | -------- | ---------- | ---------- |
| 1     | Ким Бутен       | Канада           | 1:29,065 | +0,000     | QA         |
| 2     | Арианна Фонтана | Италия           | 1:29,156 | +0,091     | QA         |
| 3     | Ким А Ран       | Республика Корея | 1:29,212 | +0,147     | QB         |
| 4     | Валери Мальте   | Канада           | —        | —          | PEN        |

#### Забег 2
| Место | Спортсменка      | Страна           | Время    | Отставание | Примечание |
| ----- | ---------------- | ---------------- | -------- | ---------- | ---------- |
| 1     | Сюзанне Схюлтинг | Нидерланды       | 1:30,949 | +0,000     | QA         |
| 2     | Сим Сок Хи       | Республика Корея | 1:30,974 | +0,025     | QA         |
| 3     | Чхве Мин Джон    | Республика Корея | 1:31,131 | +0,182     | ADVA       |
| 4     | Цюй Чуньюй       | Китай            | —        | —          | PEN        |

### Финал

#### Финал B
| Место | Спортсменка | Страна           | Время | Отставание | Примечание |
| ----- | ----------- | ---------------- | ----- | ---------- | ---------- |
| 1     | Ким А Ран   | Республика Корея | —     | —          |            |

#### Финал A
| Место | Спортсменка      | Страна           | Время    | Отставание | Примечание |
| ----- | ---------------- | ---------------- | -------- | ---------- | ---------- |
| 1     | Сюзанне Схюлтинг | Нидерланды       | 1:29,778 | +0,000     |            |
| 2     | Ким Бутен        | Канада           | 1:29,956 | +0,178     |            |
| 3     | Арианна Фонтана  | Италия           | 1:30,656 | +0,878     |            |
| 4     | Чхве Мин Джон    | Республика Корея | 1:42,434 | +12,656    |            |
| —     | Сим Сок Хи       | Республика Корея | —        | —          | PEN        |